# Municipio de Licking (Illinois)
El municipio de Licking (en inglés: Licking Township) es un municipio ubicado en el condado de Crawford en el estado estadounidense de Illinois. En el año 2010 tenía una población de 448 habitantes y una densidad poblacional de 4,25 personas por km².

## Geografía
Según la Oficina del Censo de los Estados Unidos, el municipio tiene una superficie total de 105.44 km², de la cual 105,4 km² corresponden a tierra firme y (0,03 %) 0,03 km² es agua.

## Demografía
Según el censo de 2010, había 448 personas residiendo en el municipio de Licking. La densidad de población era de 4,25 hab./km². De los 448 habitantes, el municipio de Licking estaba compuesto por el 98,21 % blancos, el 1,79 % eran afroamericanos. Del total de la población el 0 % eran hispanos o latinos de cualquier raza.